# Trepadeira-do-iunão
A trepadeira-do-iunão (Sitta yunnanensis) é uma espécie de ave da família Sittidae. Foi descrita pela primeira vez pelo ornitólogo escocês William Robert Ogilvie-Grant em 1900, com base em um holótipo macho. Trata-se de uma trepadeira de pequeno porte, com cerca de 12 cm de comprimento e peso entre 7,5 e 13 g. As partes superiores cinza-azuladas contrastam com as partes inferiores claras, lisas e de tom bege-rosado. Possui uma sobrancelha branca fina acima de uma faixa ocular preta, que se destaca quando a plumagem está nova, exibindo um leve grau de dimorfismo sexual. É uma ave barulhenta, emitindo sons nasais simples, às vezes em séries repetitivas.
Sua ecologia não é bem conhecida, mas sabe-se que se alimenta de insetos capturados em galhos de pinheiros. Pode ser encontrada nas prefeituras de Iunão, Sujuão e Guizhou, no sudoeste da China, onde prefere florestas de pinheiros esparsamente arborizadas e evita florestas densas de píceas e abetos. Geralmente é rara, mas pode ser localmente comum. Sua área de distribuição é pequena, com cerca de 170.000 km². Um estudo de 2009 previu que sua população pode diminuir entre 43,6% e 47,7% entre 2040 e 2069.

## Taxonomia
A trepadeira-do-iunão foi descrita como Sitta yunnanensis pelo ornitólogo escocês William Robert Ogilvie-Grant em 1900, com base em um holótipo macho trazido do sul de Iunão pelo Capitão Alfred Wingate. Foi classificada no subgênero Micrositta por Buturlin em 1916. Não há subespécies reconhecidas.
O grupo canadensis, também chamado de subgênero Micrositta, inclui seis espécies: a trepadeira-do-iunão, a trepadeira-azul-do-canadá (S. canadensis), a trepadeira-chinesa (S. villosa), a trepadeira-corsa (S. whiteheadi), a trepadeira-azul-do-levante (S. krueperi) e a trepadeira-azul-da-argélia (S. ledanti). Em 1953, os ornitólogos holandeses Karel Voous [en] e John G. van Marle consideraram que a trepadeira-do-iunão formava uma conexão entre os grupos canadensis e europaea, sendo muito próxima do grupo canadensis, do qual seria um representante basal em termos de distribuição e plumagem. Em 1957, Charles Vaurie postulou que a trepadeira-do-himalaia [en] era a parente mais próxima da trepadeira-do-iunão. Em 1998, Eric Pasquet estudou o DNA mitocondrial de cerca de dez espécies de trepadeiras, incluindo as do grupo canadensis, mas a trepadeira-do-iunão não foi incluída. Em 2014, Éric Pasquet e colegas publicaram uma filogenia baseada em DNA nuclear e mitocondrial de 21 espécies de trepadeiras, confirmando as relações do estudo de 1998 dentro do grupo canadensis e incluindo a trepadeira-do-iunão, que foi considerada a espécie mais basal do grupo.

|  | Trepadeira-azul-do-canadá (S. canadensis)                                                            |
|  | |
|  | \| \| Trepadeira-corsa (S. whiteheadi) \| \| \| \| \| \| Trepadeira-chinesa (S. villosa) \| \| \| \| |
|  | |
|  | Trepadeira-corsa (S. whiteheadi)                                                                     |
|  | |
|  | Trepadeira-chinesa (S. villosa)                                                                      |
|  | |

|  | Trepadeira-corsa (S. whiteheadi) |
|  |                                  |
|  | Trepadeira-chinesa (S. villosa)  |
|  |                                  |

|  | Trepadeira-azul-do-levante (S. krueperi) |
|  |                                          |
|  | Trepadeira-azul-da-argélia (S. ledanti)  |
|  |                                          |

|  | Trepadeira-azul-do-canadá (S. canadensis)                                                            |
|  | |
|  | \| \| Trepadeira-corsa (S. whiteheadi) \| \| \| \| \| \| Trepadeira-chinesa (S. villosa) \| \| \| \| |
|  | |
|  | Trepadeira-corsa (S. whiteheadi)                                                                     |
|  | |
|  | Trepadeira-chinesa (S. villosa)                                                                      |
|  | |

|  | Trepadeira-corsa (S. whiteheadi) |
|  |                                  |
|  | Trepadeira-chinesa (S. villosa)  |
|  |                                  |

|  | Trepadeira-azul-do-levante (S. krueperi) |
|  |                                          |
|  | Trepadeira-azul-da-argélia (S. ledanti)  |
|  |                                          |

|  | Trepadeira-azul-do-canadá (S. canadensis)                                                            |
|  | |
|  | \| \| Trepadeira-corsa (S. whiteheadi) \| \| \| \| \| \| Trepadeira-chinesa (S. villosa) \| \| \| \| |
|  | |
|  | Trepadeira-corsa (S. whiteheadi)                                                                     |
|  | |
|  | Trepadeira-chinesa (S. villosa)                                                                      |
|  | |

|  | Trepadeira-corsa (S. whiteheadi) |
|  |                                  |
|  | Trepadeira-chinesa (S. villosa)  |
|  |                                  |

|  | Trepadeira-azul-do-levante (S. krueperi) |
|  |                                          |
|  | Trepadeira-azul-da-argélia (S. ledanti)  |
|  |                                          |

|  | Trepadeira-azul-do-canadá (S. canadensis)                                                            |
|  | |
|  | \| \| Trepadeira-corsa (S. whiteheadi) \| \| \| \| \| \| Trepadeira-chinesa (S. villosa) \| \| \| \| |
|  | |
|  | Trepadeira-corsa (S. whiteheadi)                                                                     |
|  | |
|  | Trepadeira-chinesa (S. villosa)                                                                      |
|  | |

|  | Trepadeira-corsa (S. whiteheadi) |
|  |                                  |
|  | Trepadeira-chinesa (S. villosa)  |
|  |                                  |

|  | Trepadeira-azul-do-levante (S. krueperi) |
|  |                                          |
|  | Trepadeira-azul-da-argélia (S. ledanti)  |
|  |                                          |

|  | Trepadeira-azul-do-canadá (S. canadensis)                                                            |
|  | |
|  | \| \| Trepadeira-corsa (S. whiteheadi) \| \| \| \| \| \| Trepadeira-chinesa (S. villosa) \| \| \| \| |
|  | |
|  | Trepadeira-corsa (S. whiteheadi)                                                                     |
|  | |
|  | Trepadeira-chinesa (S. villosa)                                                                      |
|  | |

|  | Trepadeira-corsa (S. whiteheadi) |
|  |                                  |
|  | Trepadeira-chinesa (S. villosa)  |
|  |                                  |

|  | Trepadeira-azul-do-levante (S. krueperi) |
|  |                                          |
|  | Trepadeira-azul-da-argélia (S. ledanti)  |
|  |                                          |

|  | Trepadeira-azul-do-canadá (S. canadensis)                                                            |
|  | |
|  | \| \| Trepadeira-corsa (S. whiteheadi) \| \| \| \| \| \| Trepadeira-chinesa (S. villosa) \| \| \| \| |
|  | |
|  | Trepadeira-corsa (S. whiteheadi)                                                                     |
|  | |
|  | Trepadeira-chinesa (S. villosa)                                                                      |
|  | |

|  | Trepadeira-corsa (S. whiteheadi) |
|  |                                  |
|  | Trepadeira-chinesa (S. villosa)  |
|  |                                  |

|  | Trepadeira-azul-do-levante (S. krueperi) |
|  |                                          |
|  | Trepadeira-azul-da-argélia (S. ledanti)  |
|  |                                          |

|  | Trepadeira-azul-do-canadá (S. canadensis)                                                            |
|  | |
|  | \| \| Trepadeira-corsa (S. whiteheadi) \| \| \| \| \| \| Trepadeira-chinesa (S. villosa) \| \| \| \| |
|  | |
|  | Trepadeira-corsa (S. whiteheadi)                                                                     |
|  | |
|  | Trepadeira-chinesa (S. villosa)                                                                      |
|  | |

|  | Trepadeira-corsa (S. whiteheadi) |
|  |                                  |
|  | Trepadeira-chinesa (S. villosa)  |
|  |                                  |

|  | Trepadeira-azul-do-levante (S. krueperi) |
|  |                                          |
|  | Trepadeira-azul-da-argélia (S. ledanti)  |
|  |                                          |

|  | Trepadeira-azul-do-canadá (S. canadensis)                                                            |
|  | |
|  | \| \| Trepadeira-corsa (S. whiteheadi) \| \| \| \| \| \| Trepadeira-chinesa (S. villosa) \| \| \| \| |
|  | |
|  | Trepadeira-corsa (S. whiteheadi)                                                                     |
|  | |
|  | Trepadeira-chinesa (S. villosa)                                                                      |
|  | |

|  | Trepadeira-corsa (S. whiteheadi) |
|  |                                  |
|  | Trepadeira-chinesa (S. villosa)  |
|  |                                  |

|  | Trepadeira-azul-do-levante (S. krueperi) |
|  |                                          |
|  | Trepadeira-azul-da-argélia (S. ledanti)  |
|  |                                          |

## Descrição

Representação esquemática da trepadeira-do-iunão com plumagem nova.

As partes superiores da trepadeira-do-iunão são cinza-azuladas, incluindo o píleo, embora separado do manto superior por uma área mais clara. Possui uma sobrancelha branca fina, que se estende até a testa e sobrepõe uma faixa ocular preta, que se alarga significativamente na parte posterior, nas laterais do manto. O olho é circundado por um fino círculo branco, e a bochecha e a garganta são brancas. As partes inferiores são lisas e claras, de tom bege-rosado. O bico é fino e pontiagudo, e o cúlmen quase reto pode dar a impressão de que a ponta do bico está voltada para cima. As íris são marrom-escuras, o bico é cinza-escuro com a base da mandíbula inferior amarelada, e as pernas e pés são marrom-acinzentados. A trepadeira-do-iunão é pequena, medindo cerca de 12 cm de comprimento, com a corda máxima de 69,5 a 74 mm em machos e de 67 a 74 mm em fêmeas. A cauda mede de 35 a 41 mm nos machos e de 36 a 38 mm nas fêmeas.
A espécie apresenta pouco dimorfismo sexual, mas o preto da faixa ocular da fêmea é, normalmente, menos intenso, e suas partes inferiores são mais opacas e acinzentadas. A plumagem é nova a partir de agosto e desgasta-se gradualmente até a primavera seguinte. Na plumagem desgastada, as pontas brancas das penas da sobrancelha se desgastam, tornando a linha da sobrancelha descontínua ou pouco visível. As partes superiores ficam mais opacas, menos azuis. As penas da cauda e das asas também se desgastam, mas as pontas cinza-azuladas das rectrizes persistem pelo menos até maio. As partes inferiores tornam-se mais opacas e "sujas", passando a um branco-acinzentado. Os filhotes são mais opacos que os adultos, com a sobrancelha menos marcada e não se estendendo até a testa, às vezes quase ausente, consistindo em uma margem de píleo mais clara. A faixa ocular é menos larga, a bochecha é acinzentada, não branca. A garganta é mais branca, mas o restante das partes inferiores é mais opaco, cinza-canela, embora não tão claro quanto em um adulto com plumagem desgastada. As partes superiores são mais opacas e acinzentadas. O bico dos jovens é mais curto e tem uma base clara. Os adultos passam por uma muda completa de julho a setembro e, possivelmente, uma muda parcial antes da temporada de reprodução, em janeiro e fevereiro, que inclui o peito.
A trepadeira-gigante pode ocorrer no mesmo tipo de habitat que a trepadeira-do-iunão, mas é muito maior e não possui sobrancelha branca. A trepadeira-de-barriga-cinzenta é mais próxima em tamanho, mas tem flancos avermelhados e não apresenta sobrancelhas brancas.

## Ecologia e comportamento

### Vocalizações
A trepadeira-do-iunão é uma ave bastante barulhenta, emitindo diversos sons individuais: nit, kni, tit, pit ou um toik grave e nasal. Seu chamado, nit, é repetido em séries de quatro a dez segundos, com cinco a seis repetições por segundo, produzindo sons como kni-kni-kni, kit-kit-kit, pi-pi-pi ou um nasal niew-niew-niew. Também emite um chamado áspero schri-schri-schri ou szi-szi-szi, uma característica compartilhada por outras trepadeiras pequenas. Às vezes, produz um chamado ziew-ziew-ziew em séries calmas de três notas por segundo, e pode emitir chamados nasais como quit-quit-quit, schu-schu-schu ou tui-tui-tui.

### Alimentação e reprodução
A dieta da trepadeira-do-iunão não é bem conhecida, mas sabe-se que ela consome insetos capturados em galhos de pinheiros. Há poucas informações sobre sua reprodução, mas uma fêmea coletada em março estava próxima de botar ovos, enquanto trepadeiras-do-iunão recém-nascidas foram coletadas em maio.

## Distribuição e habitat

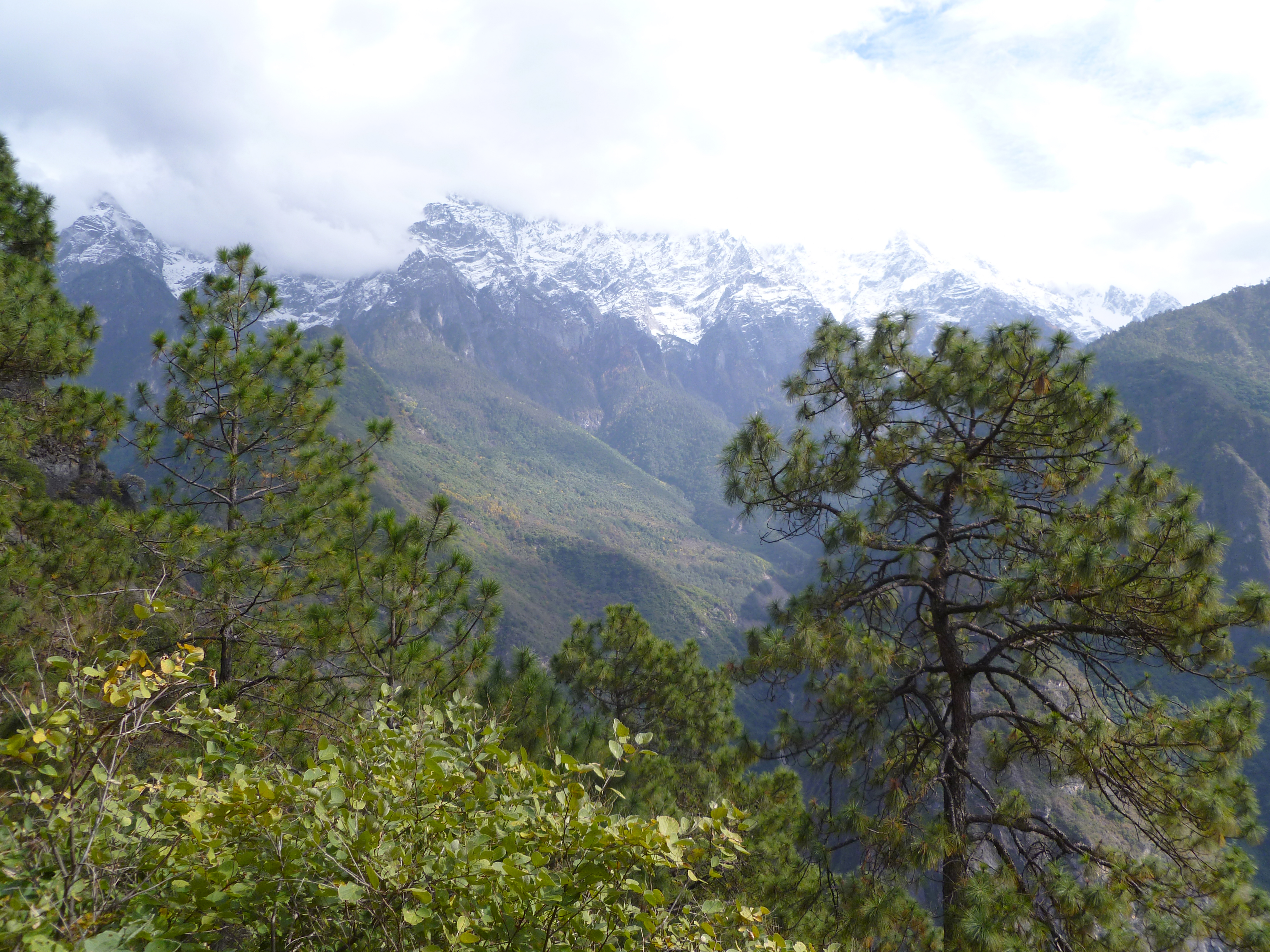
Vista da Montanha de Neve do Dragão de Jade, coberta de neve, com pinheiros Pinus yunnanensis em primeiro plano.

A trepadeira-do-iunão é endêmica do sudoeste da China, ocorrendo principalmente nas prefeituras de Iunão, Sujuão e Guizhou. Um estudo publicado em 2003 identificou a espécie como endêmica da China, com as Montanhas Hengduan [en] como principal área de endemismo, mas a ave também ocorre no distrito de Anjaw, em Arunachal Pradexe, na Índia.
A trepadeira-do-iunão é uma espécie sedentária. Habita florestas de pinheiros com sub-bosque esparso, evitando florestas densas de píceas e abetos. Ocasionalmente, ocorre em pequenos pinheiros de 2 a 3 m de altura, em florestas abertas ou entre grupos dispersos de árvores. No verão, vive em altitudes entre 2.440 e 3.960 m acima do nível do mar, descendo para vales no inverno, até 1.200 m. Contudo, foi observada entre 2.600 e 4.000 m entre novembro e janeiro no condado de Shuangbai [en].

## Ameaças e proteção
Em 1987, o ornitólogo chinês Tso-hsin Cheng [en] descreveu a trepadeira-do-iunão como rara, mas ela é localmente comum em áreas como as florestas de pinheiros de Lijiang. Sua área de distribuição é pequena, cerca de 170.000 km², e a espécie desapareceu de vários locais no início do século XX. Está ameaçada pela destruição de habitat e depende de florestas de pinheiros antigos, mas também parece habitar ambientes degradados. Um estudo de 2009 tentou prever os efeitos das alterações climáticas sobre trepadeiras na Ásia, indicando que a distribuição da trepadeira-do-iunão pode diminuir entre 43,6% e 47,7% entre 2040 e 2069. A espécie já foi classificada como espécie quase ameaçada pela União Internacional para a Conservação da Natureza, mas, desde 2023, é considerada espécie pouco preocupante.